# بنات آوى والعرب
بنات آوى والعرب (بالألمانية: Schakale und Araber) قصة قصيرة ألمانية من تأليف الكاتب التشيكي فرانز كافكا، كتبها في 1917 ونشرت للمرة الأولى في نفس العام بواسطة مارتن بوبر نشرها في مجلته الصهيونية «اليهودي» (Der Jude). القصة تظهر مجدداً في عام 1919 في مجموعة من قصص كافكا القصيرة تحت مسمى «طبيب ريفي» (Ein Landarzt). أثارت هذه القصة بين أوساط الكتاب العرب جدلاً يعود أصوله إلى سبعينيات القرن العشرين حول علاقة كافكا بالصهيونية ونظرته إلى العرب.

## القصة
تحكي القصة عن مسافر أوروبي من أقصى الشمال يقوده في الصحراء مرشد عربي، وبعد أن استقروا وسط الصحراء وحل الليل عليهم اقتربت من المسافر بنات آوى متكلمة، بينما كان العرب على مسافة منه، فبدأت كبرى بنات آوى حديثها مع الأوروبي عن العداء والكراهية القديمة التي تربطهم بالعرب الذين وصفتهم بالقذارة. بعد ذلك تبدأ بالحديث عن معتقد يتناقلونه من أقدم أسلافهم عن رجل يشابه بطل الرواية يأتي من الشمال ليخلص بنات آوى من العرب «وينهي العراك الذي يقسم العالم إلى نصفين»، ثم تقدم له بنات آوى مقص حياكة صدئ وتطلب كبراهم أن يجز أعناقهم.
بعد ذلك يدخل على مجريات القصة عربي يضحك وفي يده سوط قائلاً «ها هو المقص أخيراً» كما لو كان يتوقع ظهوره ثم يتحدث إلى المسافر ساخراً بأن كل أوروبي هو ذلك الرجل الذي اختاره القدر في أسطورتهم، موضحاً له بأن ذلك يحصل لكل مسافر معه. ثم يأمر بإحضار جثة جمل نافق فتنطلق بنات آوى تتلحم الجثة غير مسيطرة على نفسها. بعدها تنتهي القصة بكلمات المرشد العربي يستعد لإكمال الترحال.

## وصلات خارجية
- بنات آوى والعرب [الألمانية]، على ويكي مصدر الألمانية.
- ترجمة عربية لقصة بنات آوى وعرب، ترجمة هيبتن الحيرش.